# Spinet
Spinét je glasbilo s tipkami, ki je sorodno klavirju. Je manjša oblika čembala, klavirja ali orgel. V sodobnejšem času se spinet pojavlja kot cenejša in kompaktnejša različica izvirnega glasbila v naravni velikosti.